# میشل پیرسون
میشل پیرسون (انگلیسی: Michelle Pearson؛ زادهٔ ۲۲ آوریل ۱۹۶۲) شناگر اهل استرالیا بود.
وی در مسابقات کشوری و بین‌المللی در مجموع برندهٔ ۲ مدال طلا، ۲ مدال نقره، ۲ مدال برنز شده‌است.